# Julia Sebutinde

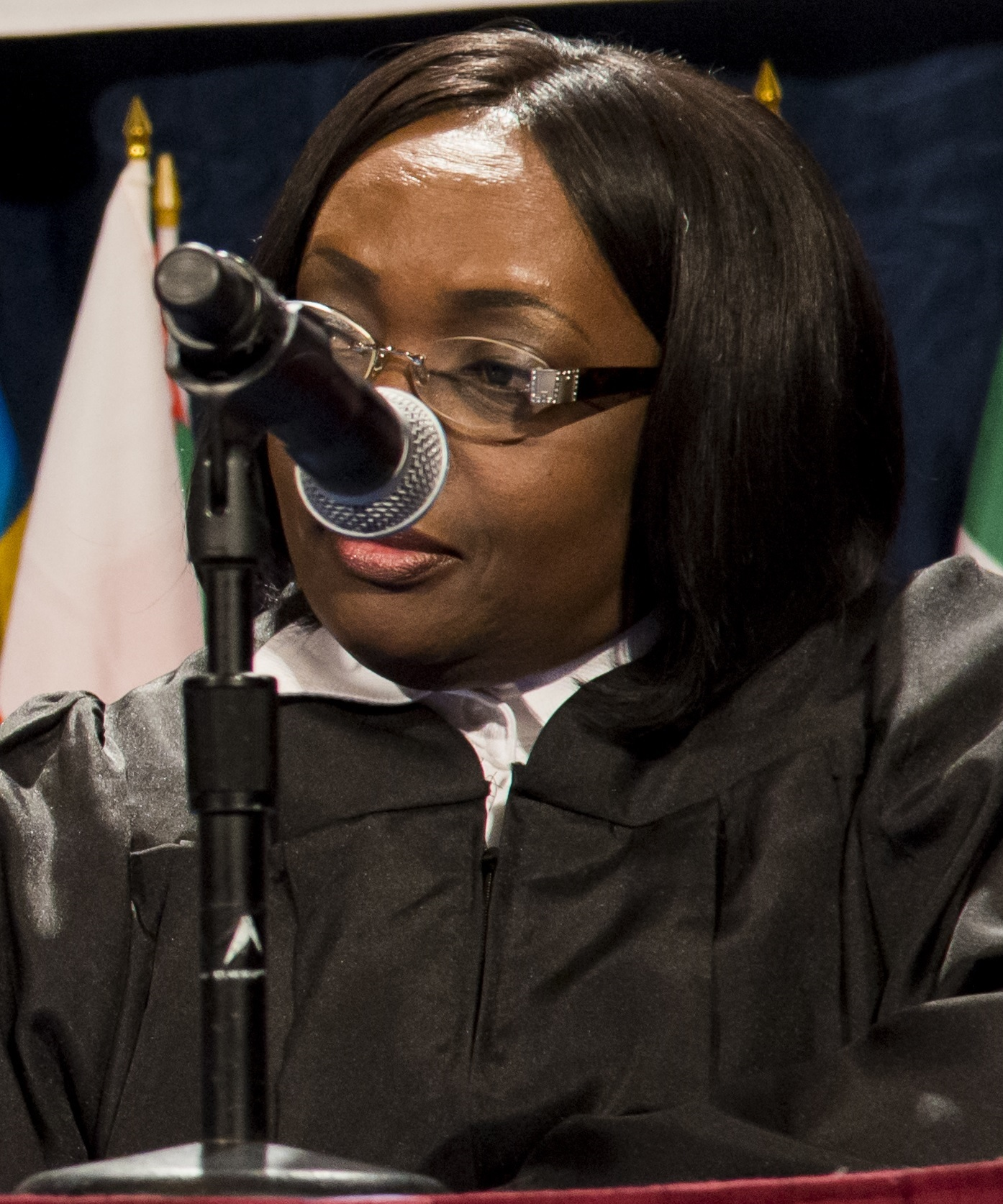
Sebutinde năm 2013.

Julia Sebutinde là một thẩm phán người Uganda tại Tòa án Công lý Quốc tế (ICJ). Bà cũng là hiệu trưởng hiện tại của Đại học Muteesa I Royal, một trường đại học thuộc sở hữu của vương quốc Buganda. Bà đã là một thẩm phán tại tòa án kể từ tháng 3 năm 2012. Bà là người phụ nữ châu Phi đầu tiên làm việc tại ICJ. Trước khi được bầu vào ICJ, Sebutinde là thẩm phán của Tòa án đặc biệt cho Sierra Leone. Bà được bổ nhiệm vào vị trí đó vào năm 2007.

## Lý lịch
Bà được sinh ra ở khu vực miền trung của Uganda với cha là một công chức và mẹ là một nội trợ với họ Semambo. Bà theo học trường tiểu học Lake Victoria ở Entebbe vào những năm 1960. Sau đó, bà gia nhập trường trung học Gayaza và sau đó là King College Budo, trước khi vào Đại học Makerere để học luật. Sebutinde tốt nghiệp Cử nhân Luật năm 1977. Bà đã nhận được Chứng chỉ hành nghề luật sư từ Trung tâm phát triển luật tại Kampala năm 1978. Năm 1990, bà đăng ký vào Đại học Edinburgh để lấy bằng Thạc sĩ luật, tốt nghiệp năm 1991. Năm 2009, bà đã được Đại học Edinburgh trao tặng bằng Tiến sĩ Luật danh dự.

## Lịch sử công việc

### Ở châu Phi
Julia Sebutinde lần đầu tiên làm việc trong Bộ Tư pháp trong Chính phủ Uganda từ năm 1978 đến năm 1990. Sau khi tốt nghiệp Đại học Edinburgh năm 1991, bà làm việc tại Bộ Khối thịnh vượng chung ở Vương quốc Anh. Sau đó, bà gia nhập Bộ Tư pháp tại Cộng hòa Namibia, nơi vừa giành được độc lập vào thời điểm đó. Năm 1996, bà được bổ nhiệm làm Thẩm phán của Tòa án tối cao ở Uganda.